# Hawk Conservancy Trust
Hawk Conservancy Trust is een vogelpark en liefdadigheidsinstelling voor natuurbehoud die roofvogels verzorgt en tentoonstelt. Het park bevindt zich in Weyhill, Hampshire, Engeland, vlak bij de A303 en de plaats Andover. Het vogelpark houdt vele soorten roofvogels op een terrein van zo'n 9 hectare. 

## Geschiedenis
Reg Smith kocht in 1952 het huidige terrein om een boerderij te starten, wat zijn grote droom was geweest. Hij runde de boerderij met zijn vrouw Hilary en hield er koeien, varkens en kalkoenen, terwijl ze regelmatig jonge weesdieren opvingen. Ze kwamen regelmatig voor in diverse televisieprogramma's, waaronder het BBC-kinderprogramma Blue Peter. Door een optreden in dit programma kwamen er honderden mensen naar de boerderij om de dieren te bekijken en daarop besloten ze een deel van de boerderij te verkopen om geld te verkrijgen om een dierentuin te starten. In 1966 openden ze Weyhill Zoo, gespecialiseerd in Europese diersoorten, zoals wolven, beren en roofvogels. Hun zoon, Ashley, was gek van de roofvogels en samen trainden ze een aantal vogels om in 1975 te starten met een roofvogelshow.
In de jaren 70 liepen de bezoekersaantallen voor de Europese diersoorten terug en, mede door Ashley's passie voor vogels, besloten ze zich te specialiseren in roofvogels. In 1980-1981 veranderde het park de naam in The Hawk Conservancy. De jaren daarna groeide de collectie en begonnen ze met fokprogramma's en natuurbehoud. Vele van de vogels werden gebruikt voor televisieprogramma's en films, waaronder James Bond films en The Life of Birds van David Attenborough.
In de beginjaren van de 21e eeuw bouwde Hawk Conservancy, na drie jaar geld inzamelen, een modern roofvogelziekenhuis voor specialistische zorg en behandeling voor maximaal 200 zieke, gewonde of verweesde roofvogels die jaarlijks naar hen worden toegebracht: het National Bird of Prey Hospital. In het 2002 werd de Hawk Conservancy Trust opgericht, een liefdadigheidsinstelling voor rehabilitatie, natuurbehoud en onderzoek. Tegenwoordig pakt de instelling, naast projecten in het Verenigd Koninkrijk, ook projecten op in het buitenland zoals beschermingsprojecten voor gieren in Afrika en Azië. 

## Vogels
Het park houdt verschillende soorten roofvogels, valkachtigen en uilen. Daarnaast beheren ze het EEP-stamboek van de witruggier.

### Roofvogels
- Aasgier
- Afrikaanse havikarend
- Afrikaanse zeearend
- Amerikaanse zeearend
- Bateleur
- Falklandcaracara
- Geelsnavelwouw
- Grijze arendbuizerd
- Kaalkopkiekendief
- Kapgier
- Monniksgier
- Noordelijke kuifcaracara
- Palmgier
- Roodkopgier
- Roodrugbuizerd
- Secretarisvogel
- Steenarend
- Stellers zeearend
- Wahlbergs arend
- Witkopgier
- Witruggier
- Woestijnbuizerd
- Zwarte gier
- Zwarte wouw

### Valkachtigen
- Amerikaanse torenvalk
- Indische lannervalk
- Lannervalk
- Sakervalk
- Slechtvalk
- Smelleken
- Torenvalk

### Uilen
- Australische boeboekuil
- Bengaalse oehoe
- Bosuil
- Briluil
- Geparelde dwerguil
- Holenuil
- Kerkuil
- Laplanduil
- Oehoe
- Ransuil
- Sneeuwuil
- Verreauxs oehoe

## Galerij

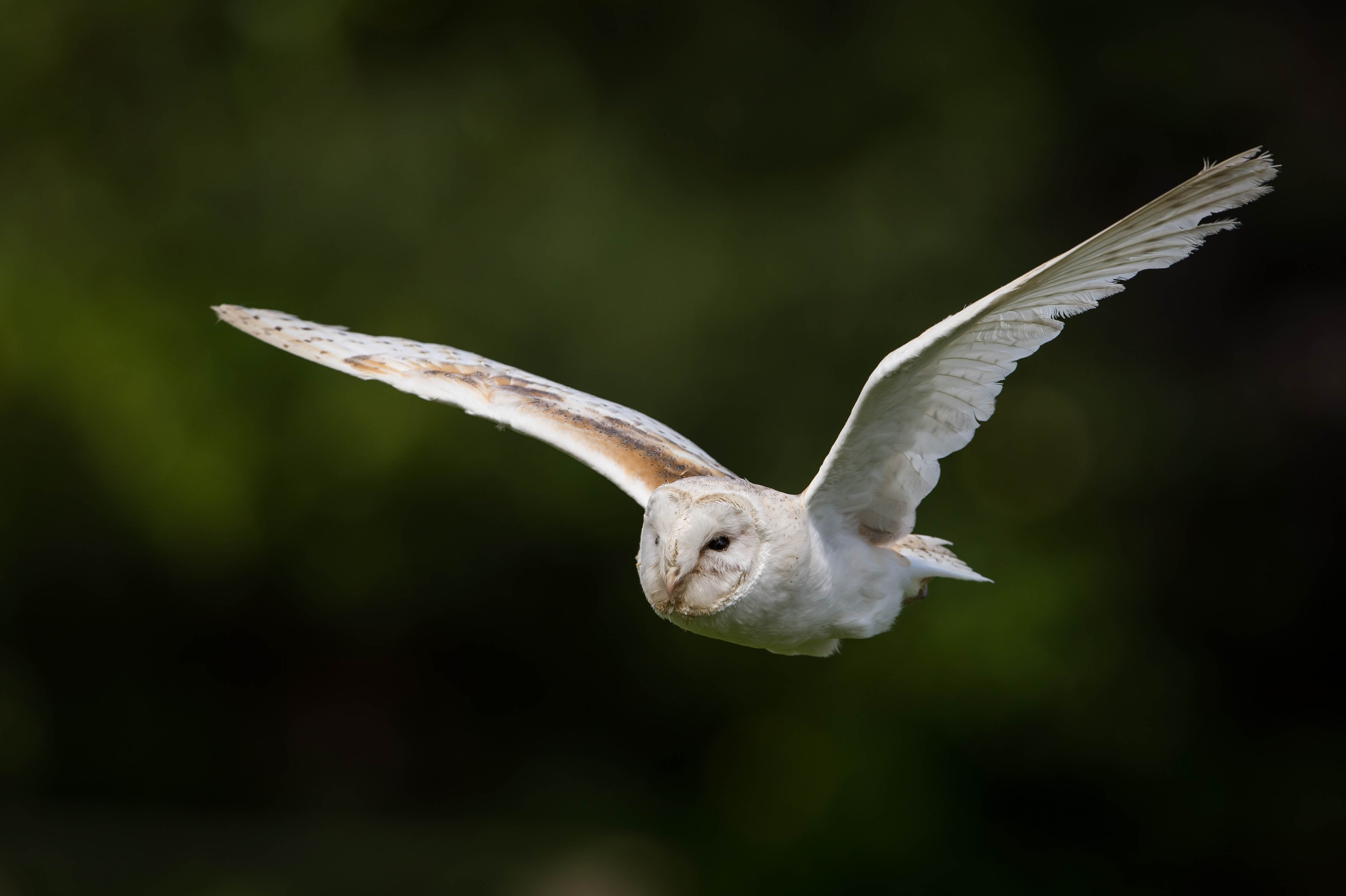
Kerkuil
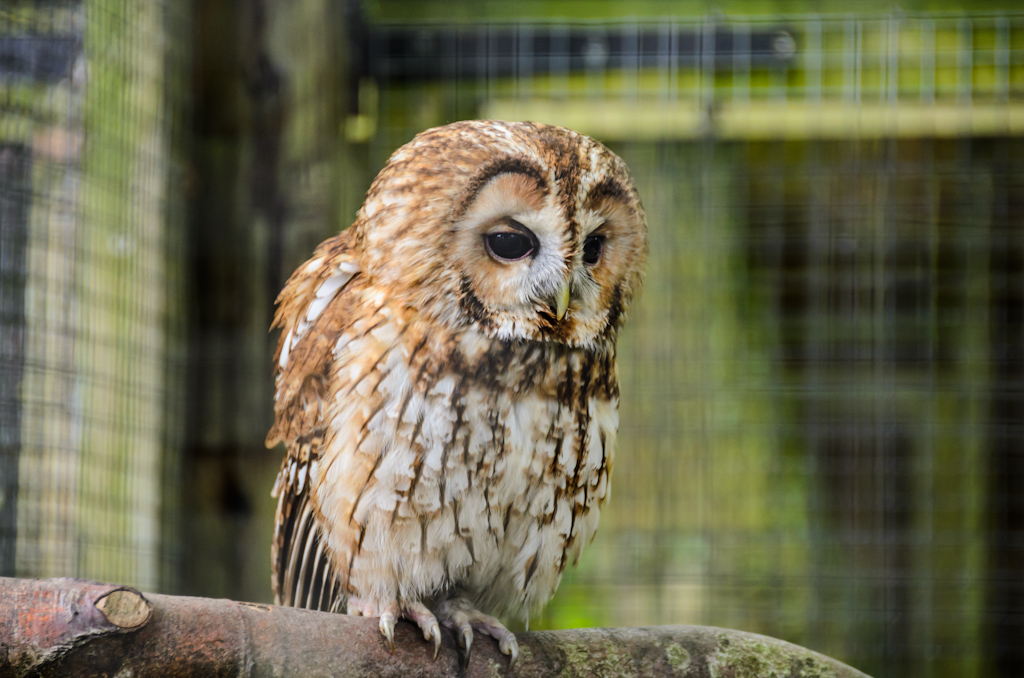
Bosuil
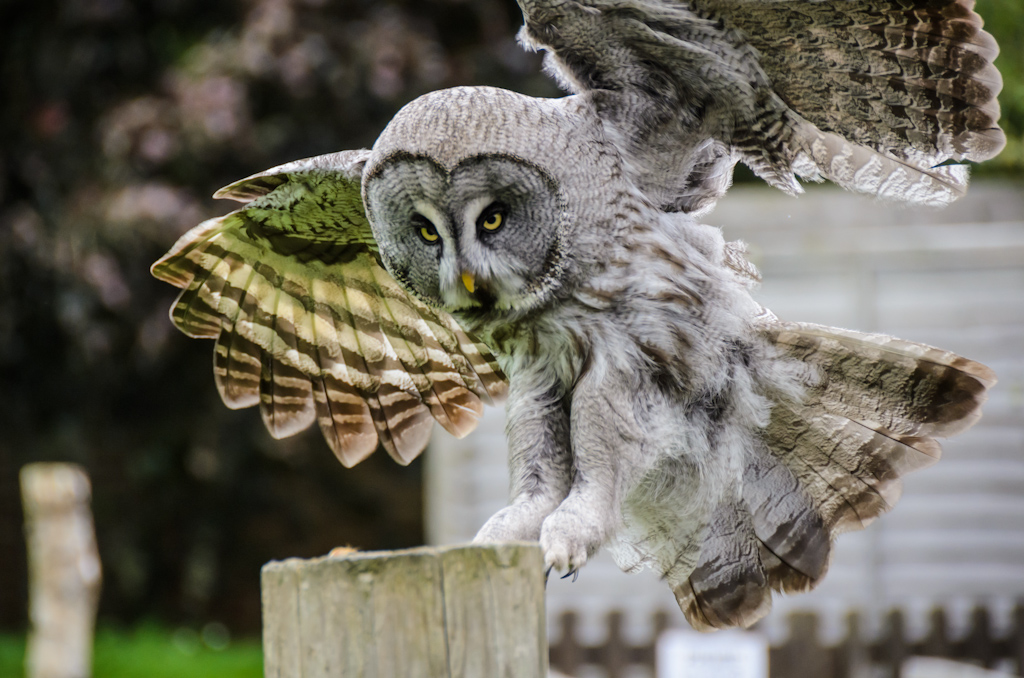
Laplanduil
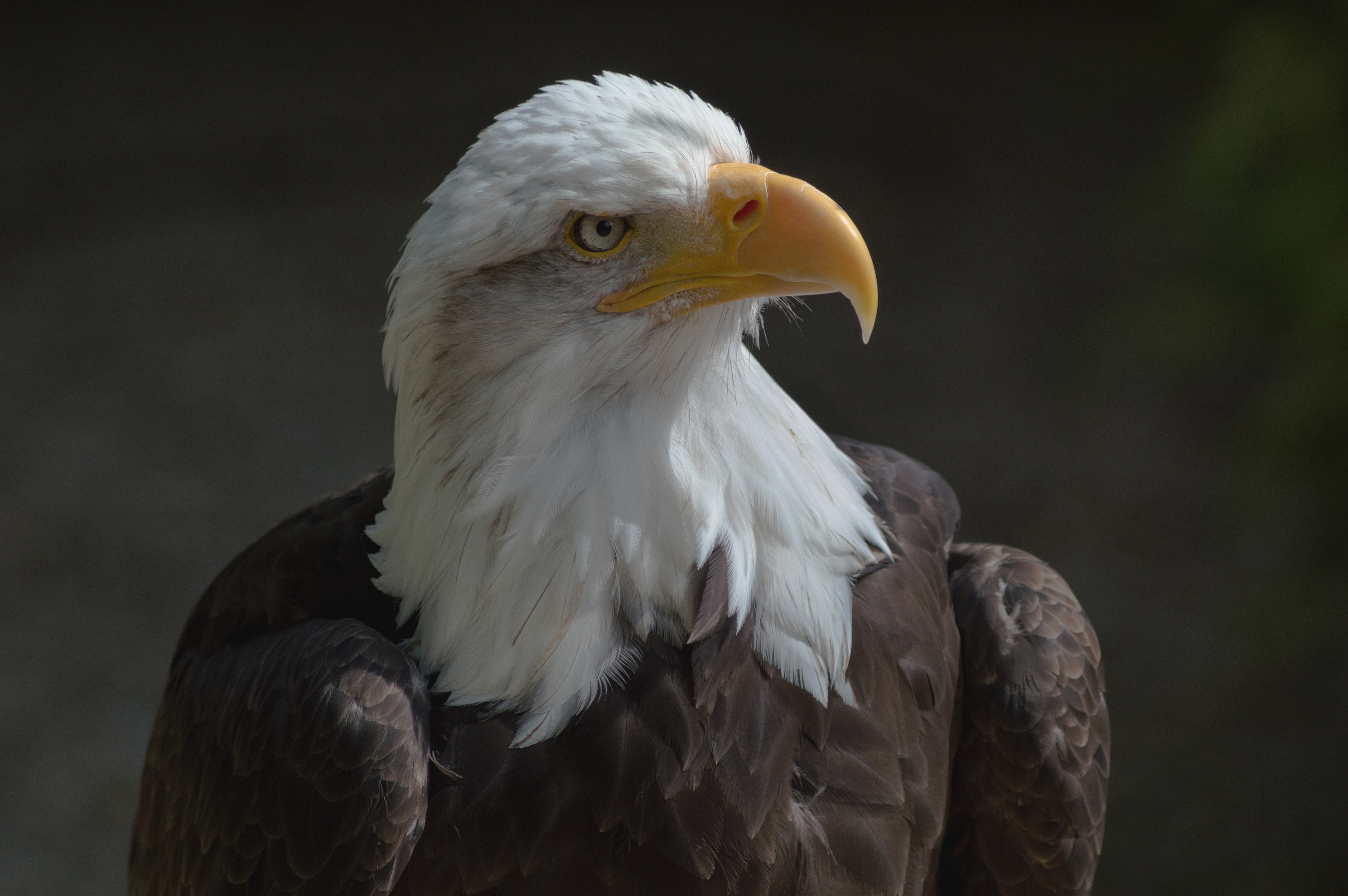
Amerikaanse zeearend
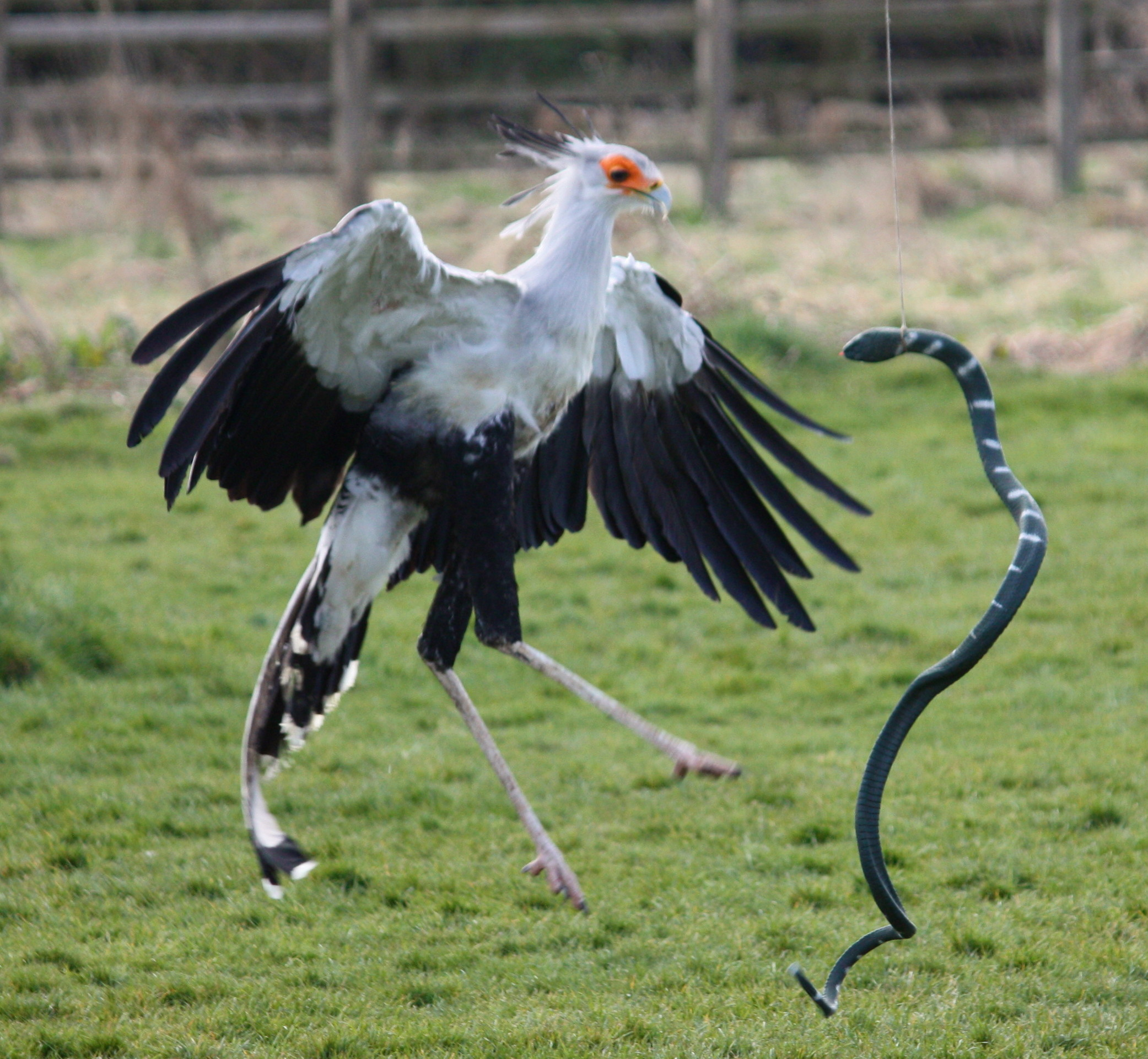
Secretarisvogel